# Haworthia magnifica var. atrofusca
Haworthia magnifica var. atrofusca és una varietat de Haworthia magnifica del gènere Haworthia de la subfamília de les asfodelòidies.

## Descripció
Haworthia magnifica var. atrofusca és una suculenta perennifòlia més petita amb fulles verdes molt fosques amb les puntes de les fulles arrodonides. És una planta de creixement lent i també lentament fa fillols, que es torna rogenca quan està més exposada. La cara superior de les fulles té un tubercle dens i fi sobre un fons poc translúcid.

## Distribució i hàbitat
Aquesta varietat creix a la província sud-africana del Cap Occidental, concretament, creix al voltant de Riversdal al sud, al nord i, finalment, a l'oest. A l'oest de la ciutat, a Spitzkop, hi ha una localitat tipus. Més endavant a la granja Kweekvlei es produeixen algunes formes intermèdies de magnifica i heidelbergensis i alguns híbrids naturals amb floribunda. La forma robusta del nord-oest de Riversdal (a Korinte Road) amb fulles arrodonides molt més robustes i boniques va ser descrit per Breuer com H. enigma. Bayer i Bruyns van crear una forma interessant de mirabilis que s'assembla a H. magnifica var. atrofusca a la zona de Potberg, que es troba molt més al sud que la zona de distribució principal.
A la natura solen créixer ben amagades entre matolls o pedres.

## Taxonomia
Haworthia magnifica var. atrofusca va ser descrita per (G.G.Sm.) M.B.Bayer i publicat a Natl. Cact. Succ. J. 32: 18, a l'any 1977.
Etimologia
Haworthia: nom en honor del botànic britànic Adrian Hardy Haworth (1767-1833).
magnifica: epítet llatí que significa "magnífic".
var. atrofusca: epítet llatí que significa "marró molt fosc".
Sinonímia
- Haworthia atrofusca G.G.Sm., J. S. African Bot. 14: 41 (1948). (Basiònim/Sinònim substituït)
- Haworthia mirabilis var. atrofusca (G.G.Sm.) M.B.Bayer, Haworthia Update 7(4): 34 (2012).[5]